# Берёзов Яр (Сумская область)
Берёзов Яр (укр. Березів Яр) — село,
Московско-Бобрикский сельский совет,
Лебединский район,
Сумская область,
Украина.
Код КОАТУУ — 5922986902. Население по переписи 2001 года составляло 12 человек .

## Географическое положение
Село Берёзов Яр находится на берегу пересыхающего ручья, который через 16 км впадает в реку Псёл.
На расстоянии в 2 км расположено село Влезки, в 3-х км — село Московский Бобрик.